# 서포역
서포역(西浦驛)은 조선민주주의인민공화국 평양직할시 형제산구역 서포동에 위치한 평의선과 평라선과 화성선의 철도역이다. 인근에 평양 국제화물터미널이 위치하여 중국으로부터 평양 시내로 들어오는 모든 국제화물을 본 역에서 취급한다. 원래 평원선의 분기역으로, 간리역으로 분기점이 이설된 후에도 서포역과 동북리역을 잇는 지선으로 룡성선이 분기하고 있다.